# Filip Stuparević
Filip Stuparević, né le 30 août 2000 à Belgrade en Serbie, est un footballeur serbe qui évolue au poste d'avant-centre à Al Urooba Club (en).

## Biographie

### Carrière en club

#### Voždovac Belgrade
Natif de Belgrade, Filip Stuparević est formé au Rad Belgrade, avant de rejoindre un autre club de la capitale, le Voždovac Belgrade, en 2016. C'est avec ce club qu'il fait ses débuts en professionnel, le 23 juillet 2016, alors qu'il a seulement 15 ans. Ce jour-là, il entre en jeu lors d'un match de championnat perdu par son équipe sur le score de trois buts à zéro contre le FK Spartak Subotica.
Le 9 août 2017, il inscrit son premier but en professionnel, lors d'un match de championnat que son équipe remporte par trois buts à un contre le Partizan Belgrade.

#### Watford
Le 8 janvier 2019, le Voždovac Belgrade annonce le transfert de Filip Stuparević à Watford. Le joueur était notamment suivi par la Juventus FC ou encore le Valence CF. Il est cependant prêté jusqu'à la fin de la saison à son club formateur, et rejoindra le club anglais lors de l'été 2019.

#### Metalac Gornji Milanovac
Le 8 août 2021, Filip Stuparević signe pour trois saisons au Metalac Gornji Milanovac, et fait ainsi son retour dans la première division serbe.

#### Al Urooba Club
Alors qu'il était considéré comme l'une des promesses du football serbe quelques années auparavant, Filip Stuparević fait le choix lors de l'été 2022 de rejoindre les Émirats arabes unis en s'engageant à l'Al Urooba Club (en).

### Carrière en sélection nationale
Avec les moins de 17 ans, il est l'auteur d'un doublé contre la Macédoine en octobre 2016, lors des éliminatoires de l'Euro des moins de 17 ans. Il participe ensuite à la phase finale du championnat d'Europe des moins de 17 ans en 2017. Lors de cette compétition, il joue trois matchs, inscrivant un but contre l'Allemagne.
Filip Stuparević reçoit sa première sélection avec l'équipe de Serbie espoirs le 7 septembre 2018, face à la Macédoine, une rencontre que les Serbes remportent par deux buts à un. Le 11 octobre 2019 il inscrit son premier but avec les espoirs, contre la Bulgarie. Entré en jeu à la place d'Ivan Ilić, il donne la victoire à son équipe quelques minutes plus tard (0-1 score final).